# Vitellio Petroniano
Aulo Vitellio Petroniano (37 – Roma?, 53) è stato un politico romano.

## Vita
Vitellio Petroniano, fu figlio dell'imperatore Aulo Vitellio Germanico e della sua prima moglie, Petronia. Ebbe due fratellastri, frutto del matrimonio del padre con la seconda moglie, Galeria Fundana: Vitellio Germanico e Vitellia.
Svetonio racconta che il ragazzo era cieco di un occhio. 
Lo storico racconta che Vitellio lo emancipò, in quanto la madre l'avrebbe nominato erede a patto che fosse uscito dalla patria potestà.
Il padre, tuttavia lo avrebbe fatto poi uccidere. Per discolparsi l'imperatore raccontò che fu il figlio ad aver tentato l'omicidio del padre e, pentitosene, si tolse la vita per mezzo dello stesso veleno riservato al genitore.